# Parnassius clodius
Parnassius clodius (Ménétries, 1835) là một loài bướm ngày sinh sống ở vùng núi cao được tìm thấy ở Hoa Kỳ và Canada. Nó là một thành viên chi Parnassius của họ (Papilionidae).
Chúng phân bố ở Alaska, British Columbia, bang Washington, Nevada, California

## Hình ảnh

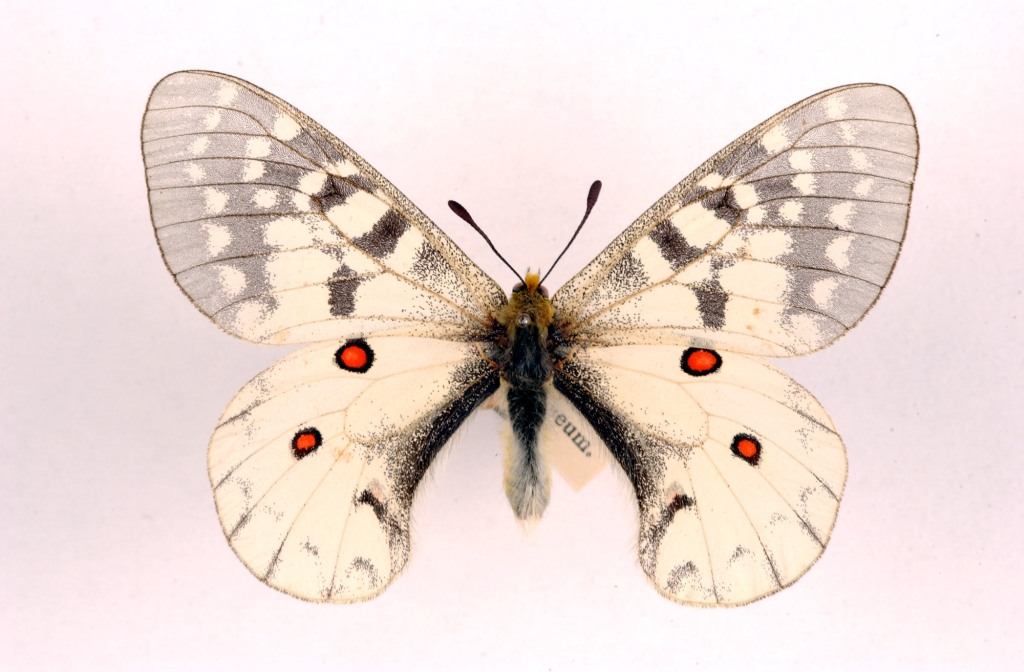
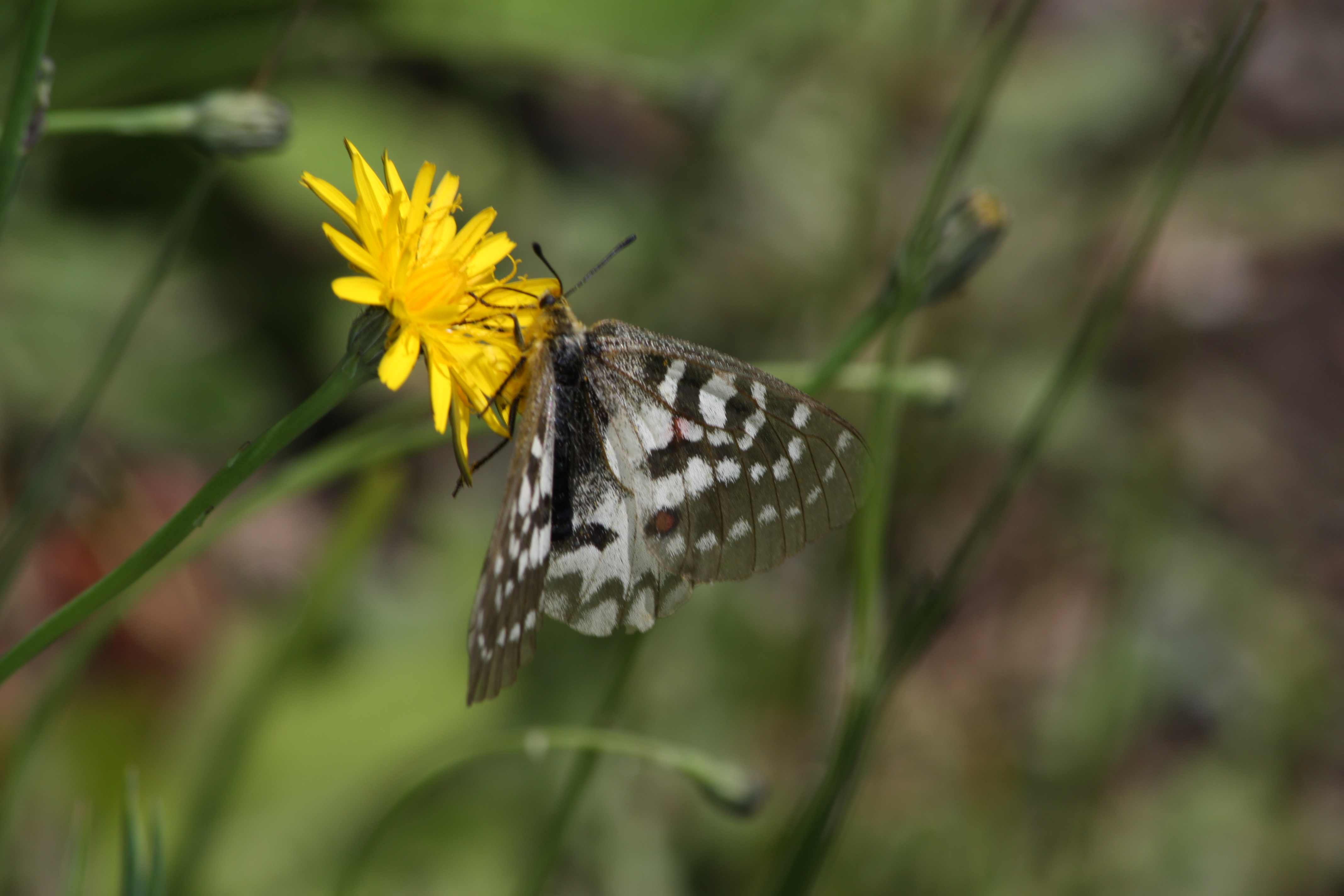
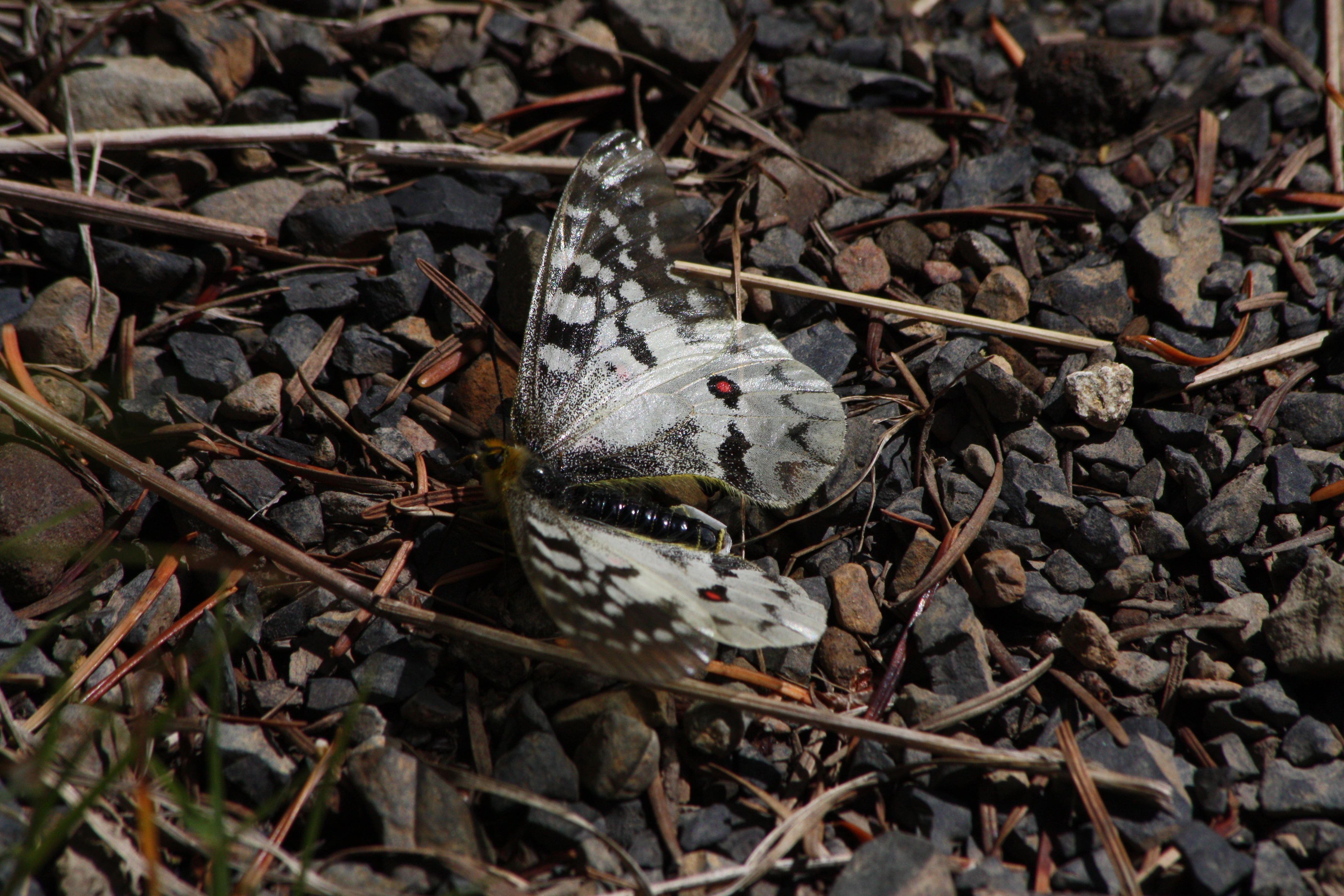
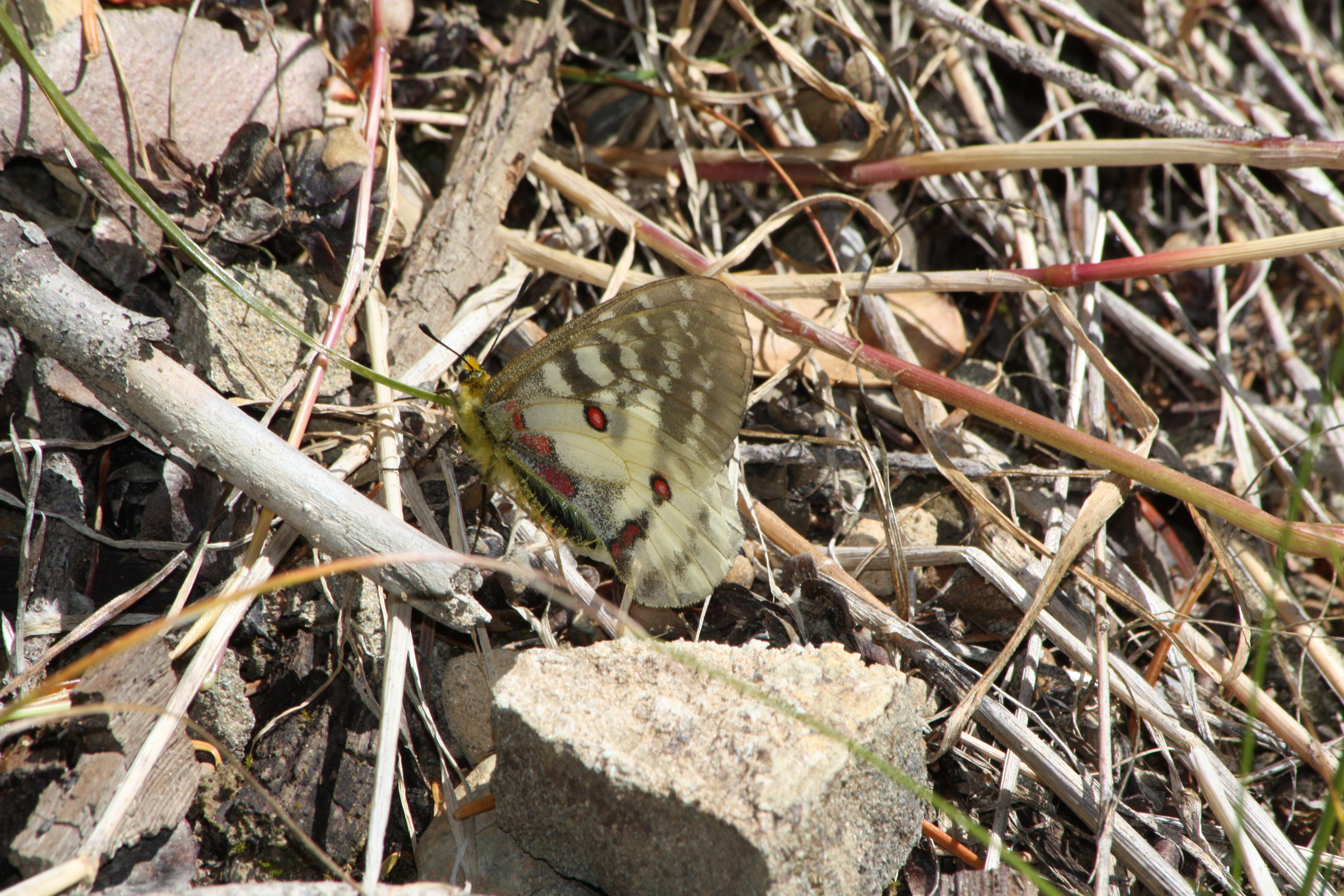